# Løvernes Konge (musical)
 For alternative betydninger, se Løvernes Konge (flertydig). (Se også artikler, som begynder med Løvernes Konge)
Løvernes Konge er en musical fra 1997 baseret på Disney-filmen af samme navn fra 1994. Musicalen havde premiere den 8. juli 1997 i Minneapolis, Minnesota, og var et hit, allerede før den havde premiere på Broadway den 13. november samme år. Det har siden været iscenesat i mange lande og byer, herunder London og Madrid.